# Kino Piast w Słubicach
Kino „Piast” w Słubicach – historyczny budynek w centrum Słubic, łączący elementy ekspresjonizmu i art déco.

## Historia
Budynek projektu berlińskiego architekta A. Rebigera został ukończony w 1924 roku, zaś uroczysta inauguracja nowego kina przy ul. Jedności Robotniczej 10 nastąpiła 15 stycznia 1925 r. Pierwszym wyświetlonym filmem był niemy dramat produkcji niemieckiej pt. „Carlos und Elisabeth”. Kino zostało zamknięte w 1930 r., a budynek wykorzystywano jako salę taneczną „Elyseum”. Jako pierwotną właścicielkę i inwestora materiały źródłowe wskazują wdowę Hedwig Thiede. Płaskorzeźby fasady pozostały wówczas niezmienione, ale po prawej stronie wybito dodatkowe wyjście, funkcjonujące w tym miejscu aż do remontu kina w 1963 r.
Ostatni seans filmowy pod administracją niemiecką miał miejsce w styczniu 1945 r., a wyświetlonym wówczas filmem był „Kongo-Expreß” z 1939 r. w reżyserii Eduarda von Borsody'ego.
Po zakończeniu II wojny światowej prawobrzeżna część Frankfurtu stała się samodzielnym miastem Słubice, a budynek kina znalazł się w granicach Polski. Co ciekawe, do drugiego słowa napisu frontowego „KINO PIAST” wykorzystano litery z oryginalnego, przedwojennego szyldu „FILMPALAST”.
Ze względu na nie najlepszy stan techniczny byłego Filmpalast Friedrichstraße pierwsze powojenne seanse filmowe organizowano w dawnym ewangelickim domu wspólnotowym przy ul. Mickiewicza 10.
W 1948 r. powrócono do seansów filmowych przy ul. Jedności Robotniczej 10, zaś w 1963 r. rozpoczęto remont generalny budynku, podczas którego to wymieniono wszystkie siedziska w sali widowiskowej oraz dobudowano kotłownię. Nowe siedziska były nieco szersze od tych przedwojennych, co w oczywisty sposób zmniejszyło liczbę widowni, która po zakończonym remoncie każdorazowo mogła oglądać wyświetlane tu filmy. Według polskiego projektu sala widowiskowa miała 171 miejsc siedzących, ale łącznie z balkonem wszystkich miejsc było 220.
W 2005 r. kino zostało zamknięte, a ostatnim filmem wyświetlonym 25 lutego 2005 r. był amerykański film sensacyjny „Final Call”. W ostatnich latach budynek byłego kina „Piast” ulegał stopniowej degradacji, do czego przyczyniał się i sam właściciel, nie podejmując żadnych bieżących remontów.
We wrześniu 2013 roku z inicjatywy Fundacji Dobro Kultury w Słubicach ruszyła zbiórka wspomnień na temat kina „Piast”. Z inicjatywy Instytutu Historii Stosowanej we Frankfurcie nad Odrą w dniach 8-10 listopada 2013 roku odbyło się międzynarodowe wydarzenie kulturalne „NO PIAST - festiwal utraconego kina”, podczas których wyświetlono niektóre filmy z repertuaru dawnego kina oraz zorganizowano wystawę oryginalnych plakatów wiszących niegdyś na terenie kina, a znajdujących się obecnie w kolekcji Ryszarda Góreckiego.

## Pamięć i ochrona prawna

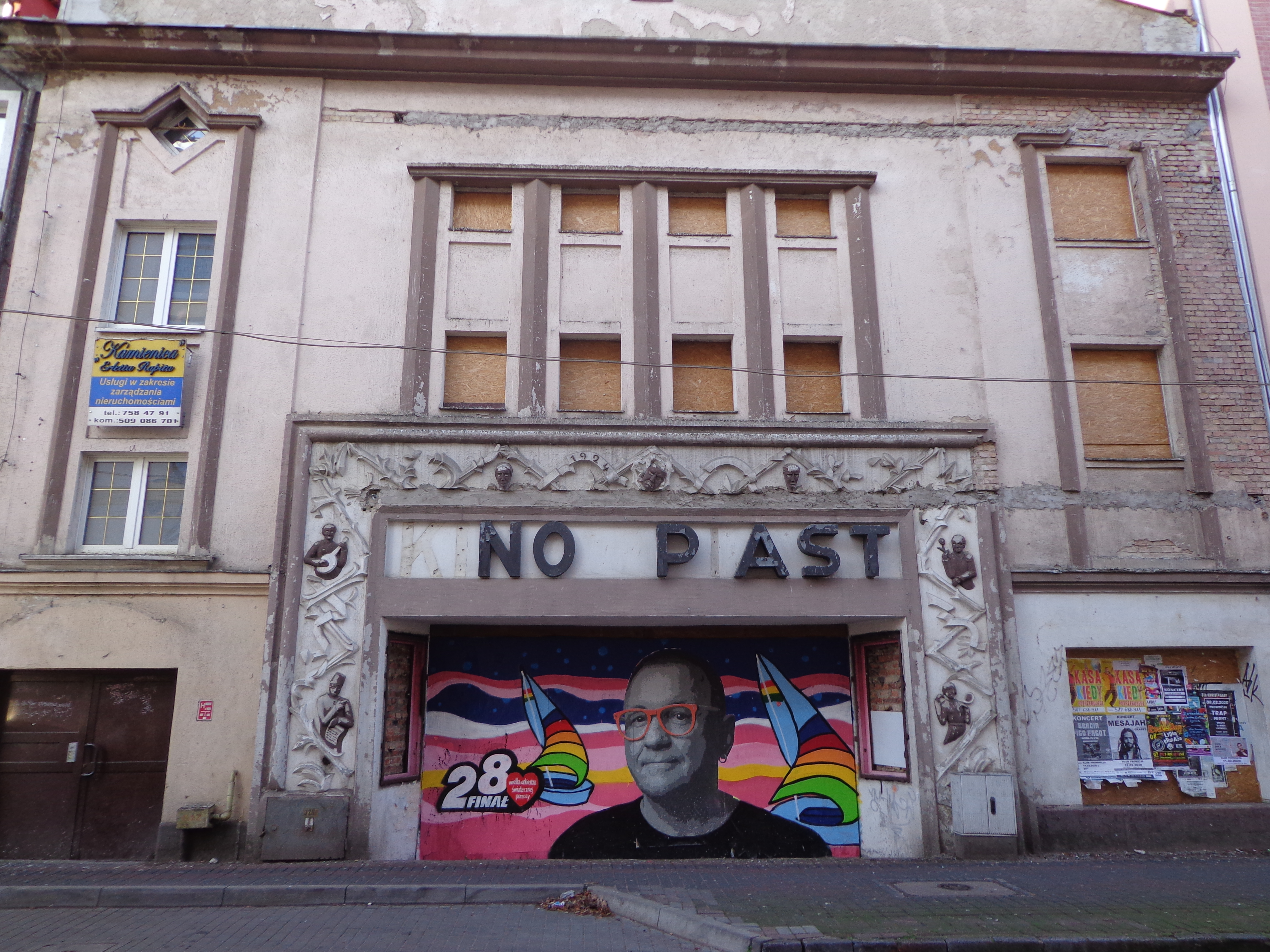
Kino w lutym 2020 r.

Postępowanie administracyjne w sprawie wpisania kina do rejestru zabytków nieruchomych województwa lubuskiego zostało wszczęte z urzędu, choć de facto z inicjatywy Instytutu Historii Stosowanej we Frankfurcie nad Odrą i przy wsparciu Słubickiego Miejskiego Ośrodka Kultury.
Oględziny obiektu z udziałem zainteresowanych stron odbyły się odpowiednio 24 września i 28 października 2008 roku. 3 listopada 2008 r. na zlecenie Wojewódzkiego Urzędu Ochrony Zabytków w Zielonej Górze Marta Danowska z Regionalnego Ośrodka Badań i Dokumentacji Zabytków w Zielonej Górze wydała opinię, w której podkreślała wartości zabytkowe obiektu i zaleciła wpis budynku do rejestru zabytków.
Tak też się stało 27 lipca 2009 roku, kiedy to Lubuski Wojewódzki Konserwator Zabytków wydał decyzję o wpisie zabytkowej elewacji frontowej do rejestru zabytków nieruchomych województwa lubuskiego (nr rejestru L-338/A). 
Pod koniec 2012 r. prywatny właściciel, starając się zdążyć przed terminem wygaśnięcia 3 letniego okresu ważności pozwolenia na budowę, zlecił rozbiórkę kotłowni oraz sali widowiskowej, podczas której uszkodzono chronioną prawnie elewację frontową. Następnie wnioskiem ze stycznia 2013 roku wystąpił do Ministra Kultury i Dziedzictwa Narodowego o skreślenie jej z rejestru zabytków. Według ekspertyz technicznych z grudnia 2012 roku konstrukcja pozostaje stabilna, a właścicielowi zalecono podjęcie działań zabezpieczających.
Oględziny obiektu z udziałem zainteresowanych stron odbyły się odpowiednio 15 stycznia i 28 stycznia 2013 r. W marcu 2013 roku specjalistyczną opinię w sprawie na zlecenie Departamentu Ochrony Zabytków MKiDN wykonał prof. UZ dr hab. inż. Wojciech Eckert, który wykazał, że nie ma merytorycznych podstaw do skreślenia fasady z rejestru zabytków i że nic nie stoi na przeszkodzie by wykorzystać budynek w realizacji przyszłej inwestycji o charakterze komercyjnym.
7 czerwca 2013 roku stroną postępowania administracyjnego w sprawie skreślenie fasady z rejestru zabytków została Fundacja na rzecz Ochrony Europejskiego Dziedzictwa Kulturowego - Dobro Kultury w Słubicach, działająca przy merytorycznym wsparciu Katedry Ochrony Europejskiego Dziedzictwa Kulturowego na Europejskim Uniwersytecie Viadrina, która wysłała do MKiDN opinię, w której ustosunkowano się do argumentów i tez przytaczanych przez pełnomocnika właścicieli.
14 czerwca 2013 roku burmistrz Słubic złożył wniosek do Ministerstwa Kultury i Dziedzictwa Narodowego o wykluczenie Fundacji Dobro Kultury z postępowania, ale ze względu na brak podstaw prawnych postanowieniem z 18 lipca dyrektor Departamentu Ochrony Zabytków MKiDN Jacek Dąbrowski stwierdził niedopuszczalność wniosku o ponowne rozpatrzenie sprawy o dopuszczeniu Fundacji do postępowania na prawach strony.
Za zachowaniem zabytkowej fasady dawnego kina „Piast” opowiedziały się ponadto m.in.: Fundacja Architektury w Warszawie, czy posłanka RP Bożena Sławiak.
29 listopada 2013 roku Minister Kultury i Dziedzictwa Narodowego wydał decyzję o odmowie skreślenia elewacji frontowej kina „Piast” z rejestru zabytków województwa lubuskiego. Na tę decyzję nie przysługiwało już odwołanie, a strona niezadowolona mogła jedynie wnieść o ponowne rozpatrzenie sprawy, co właściciele uczynili za pośrednictwem pełnomocnika pismem z dnia 21.12.2013 r. W toku postępowania, decyzją z dnia 9.07.2014 r. MKiDN ponownie odmówiło wykreślenia elewacji kina Piast z rejestru zabytków, wskazując m.in., iż nie ma przeszkód formalnych i materialnych do wykorzystania elewacji w przyszłym budynku, co stanowiło dotychczas jeden z kluczowych argumentów przedstawianych przez pełnomocnika właścicieli. Obecnie kino „Piast” nadal nie jest w żaden sposób wykorzystywane, jak również nie naprawiono uszkodzeń dokonanych podczas rozbiórki sali kinowej w 2012 roku.